# .303 British

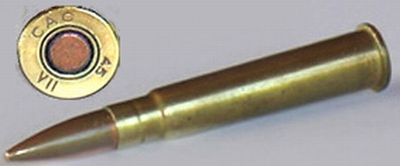
Un cartutx .303 British.

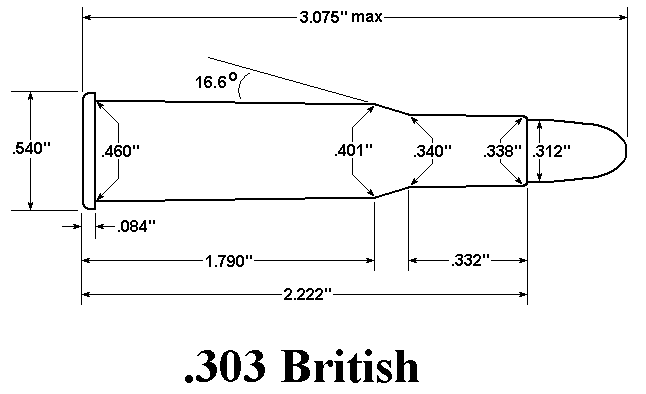
Dimensions del cartutx .303 British en polzades.

El .303 British o 7,70 × 56 R és un cartutx de fusell i metralladora desenvolupat inicialment al Regne Unit a la dècada de 1880. Inicialment utilitzava pólvora negra però l'any 1892 es va adaptar per utilitzar cordita i va patir adaptacions posteriors. Va ser el cartutx estàndard britànic des de la seva introducció fins a l'any 1957, quan va ser substituït pel cartutx de fusell i metralladora anomenat 7,62 × 51 mm OTAN.